# ألبرتوس شولتنز
ألبرتوس شولتنز (اسخولتنز) ( 1097 - 1163 ه‍ / 1686 - 1750 م ) هو مستشرق هولندي. وهو أبو جان جاك شولتنز.
ترجم إلى اللاتينية عدد من مقامات الحريري وله بالعربية «كتاب في آثار العرب» وهو مجموع أشعار قديمة لهم مع ترجمتها إلى اللاتينيه.